# Liam Heath
Liam Nicholas Heath, MBE (* 17. August 1984 in Guildford) ist ein britischer Kanute und Olympiasieger.

## Karriere
Liam Heath gewann seine ersten internationalen Medaillen im Jahr 2010, als er gemeinsam mit Jon Schofield in Corvera im Zweier-Kajak über die 200-Meter-Distanz Europameister wurde. Bei den Weltmeisterschaften in Poznań wurde er in dieser Disziplin mit Schofield Dritter, mit der 4-mal-200-Meter-Staffel gelang ihm der Gewinn der Vizeweltmeisterschaft. Im Jahr darauf verbesserten sich Heath und Schofield bei den Weltmeisterschaften in Szeged auf den zweiten Platz, während sie in Belgrad ihren Titel bei den Europameisterschaften verteidigten. Auch 2012 in Zagreb wurden die beiden gemeinsam Europameister über 200 Meter. Bei den Olympischen Spielen in London gingen sie ebenfalls gemeinsam an den Start und beendeten das Rennen auf dem dritten Platz, womit sie hinter Juri Postrigai und Alexander Djatschenko sowie den Weißrussen Raman Petruschenka und Wadsim Machneu die Bronzemedaille gewannen.
Bei den Weltmeisterschaften 2013 wurden Heath und Schofield in Duisburg erneut Vizeweltmeister, Heaths einziger Titelgewinn in dem Jahr. 2014 gelang Heath bei den Weltmeisterschaften in Moskau mit der 4-mal-200-Meter-Staffel der Gewinn der Bronzemedaille. 2015 blieb er dann erstmals seit 2009 ohne Medaillengewinn. Einen solchen verpasste er unter anderem bei den Europaspielen mit dem vierten Platz im Zweier-Kajak mit Jon Schofield. Bei den Olympischen Spielen 2016 in Rio de Janeiro startete Heath in zwei Disziplinen. Zusammen mit Jon Schofield setzte er sich in der 200-Meter-Distanz knapp gegen die Litauer Aurimas Lankas und Edvinas Ramanauskas durch, die lediglich 0,02 Sekunden hinter Heath und Schofield die Ziellinie überquerten. Die beiden Briten gewannen die Silbermedaille hinter den siegreichen Spaniern Saúl Craviotto und Cristian Toro. Noch besser lief für Heath das Rennen im Einer-Kajak: als jeweils Schnellster seiner Läufe qualifizierte er sich für das Finale, in dem ihm ebenfalls die schnellste Zeit gelang. Mit 35,19 Sekunden wurde er vor Maxime Beaumont und den zeitgleichen Ronald Rauhe und Saúl Craviotto Olympiasieger. Außerdem sicherte sich Heath 2016 in Moskau auch den Europameistertitel im Einer-Kajak. Diese verteidigte er 2017 in Plowdiw erfolgreich. Bei den Weltmeisterschaften in Račice u Štětí wurde er ebenfalls erstmals Weltmeister. 2019 wiederholte er diesen Erfolg in Szeged mit dem erneuten Gewinn der Weltmeisterschaft auf der Sprintstrecke. Bei den 2021 ausgetragenen Olympischen Spielen in Tokio gewann Heath im Einer-Kajak über 200 Meter die Bronzemedaille.
Für seinen Olympiasieg wurde Heath zum Member des Order of the British Empire ernannt. Zudem erhielt er für seine zahlreichen Erfolge den Ehrendoktor der University of Surrey und der Loughborough University verliehen. An letzterer hatte Heath von 2003 bis 2006 ein Studium in Industrial Design and Technology abgeschlossen.